# Mike Terrana

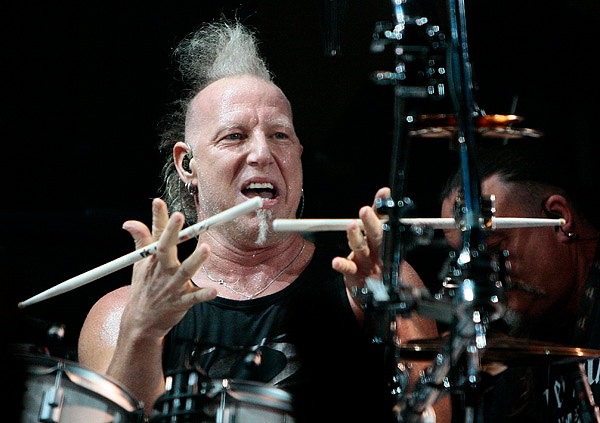
Mike Terrana (2012)

Mike Terrana (* 21. Januar 1960 in Buffalo, New York) ist ein US-amerikanischer Schlagzeuger. Stilistisch gesehen bewegt er sich in den Musikrichtungen Hard Rock, Metal und Fusion.
Seit seinem Album Sinfonica bewegt er sich zudem in dem Bereich der klassischen Musik. Als langjähriger Schlagzeuger von Tarja Turunen veröffentlichte er auch mit dieser ein klassisches Album, Beauty and the Beat.

## Biografie

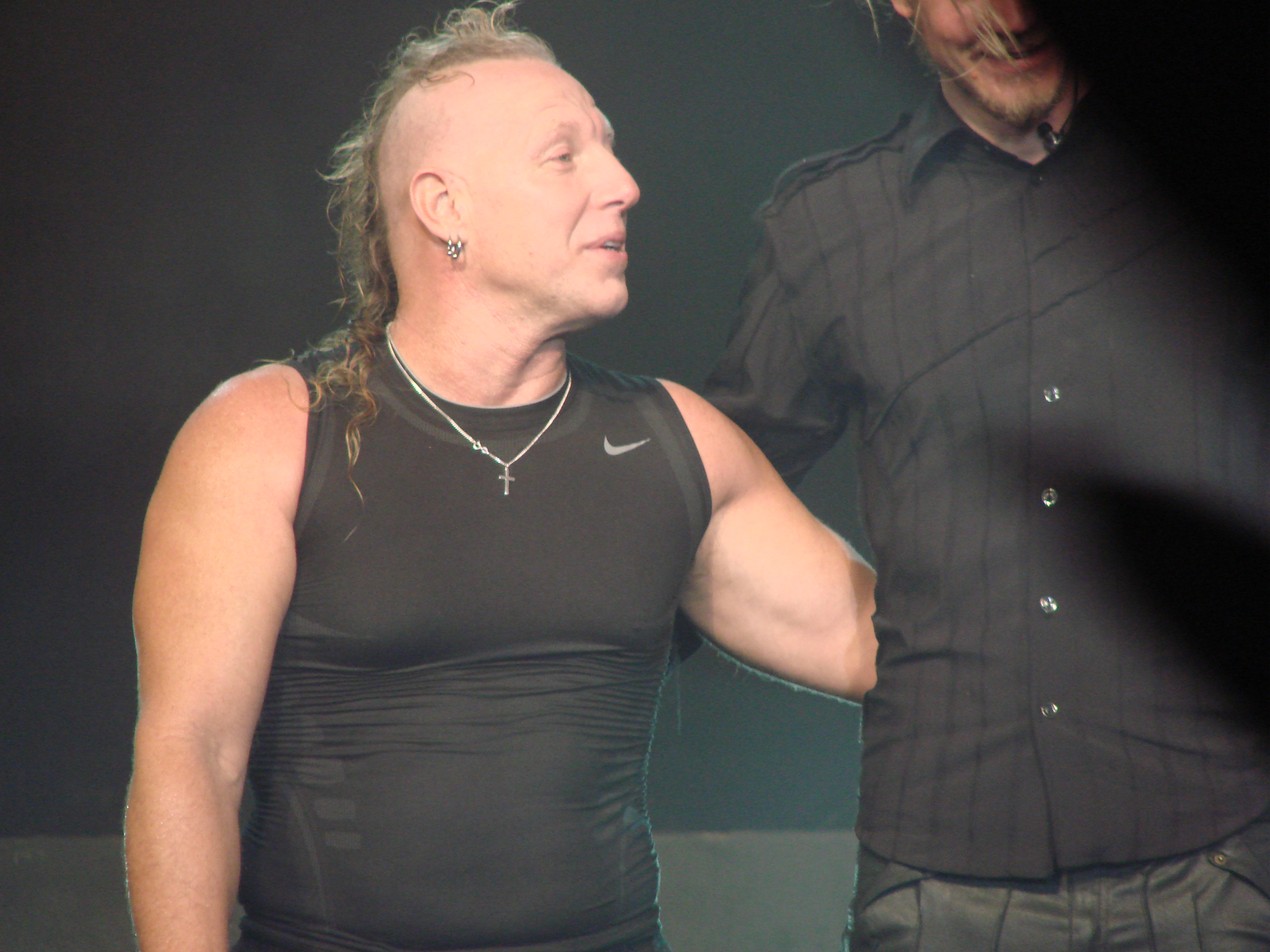
Mike Terrana nach einem Konzert in Buenos Aires (2008)

Er begann seine Karriere 1984 als Schlagzeuger der kanadischen Band Hanover Fist. Zwischen 1987 und 1997 lebte er überwiegend in Los Angeles und arbeitete mit Musikern wie Yngwie Malmsteen, Tony MacAlpine und Steve Lukather zusammen.
Als Terrana 1997 registrierte, dass er in Los Angeles keine Arbeit als Schlagzeuger finden würde, ging er „ohne Visa und einer Tasche voll Becken und Träume“ zunächst für 6 Monate in die Niederlande, später nach Deutschland, um dort als Tourmusiker unter anderem mit Gamma Ray zu arbeiten. Er fand schnell Anstellungen bei Bands im Metal-Bereich.
In Deutschland kam er seit dem Jahr 1999 – als einer der drei Bandmusiker in der Metal-Band Rage – zu größerer Bekanntheit. Seine Zusammenarbeit mit der Band endete im Dezember 2006 aufgrund künstlerischer und persönlicher Differenzen.
Terrana war von 1998 bis 2013 Bandmitglied bei Axel Rudi Pell, von 2006 bis 2012 bei Masterplan und von 2007 bis 2012 bei Savage Circus. Von 2007 bis 2015 arbeitete er zudem als Tourmusiker mit Tarja Turunen zusammen. Von 2019 bis 2024 spielte er bei Avalanch. Bei seinen Auftritten mit den unterschiedlichen Bands nutzt er häufig die Gelegenheit, ein virtuoses Schlagzeug-Solo aufzuführen, das er selbst als Rhythm Beast Performance  bezeichnet.
Seit 2012 ist er auch mit Hardline unterwegs. 2014 hatte er mit seiner neuen Band Terrana ein Debütalbum mit 10 Songs veröffentlicht. Seit November 2013 gab es das erste Musikvideo zu einem Lied namens One Way. Die Band bestand neben ihm aus Fabri Kiarelli (Gitarre und Gesang) und
Alberto Bollati (Bass und Gesang).

## Equipment
Mike Terrana ist derzeit Endorser für PDP Drums, Paiste Becken, REMO Schlagzeugfelle und benutzt Signature-Sticks von Vic Firth.
Schlagzeug
- PDP Concept Series

Becken
- Paiste 2002

Hardware
- Trick Pro 1-V Detonator Doppelbassdrumpedal

Felle
- Remo CS coated (Snare)
- Remo Emperor coated (Toms)
- Remo Emperor Clear (Bassdrums)

## Diskografie

### Solo
- Shadows of the Past (1998)
- Man of the World (2005)
- Sinfonica (2010)

### Tony MacAlpine
- Freedom to Fly (1992)
- Evolution (1995)
- Violent Machine (1996)
- Live Insanity (1997)

### Yngwie Malmsteen
- The Seventh Sign (1993)
- I Can’t Wait (1994)

### Rage

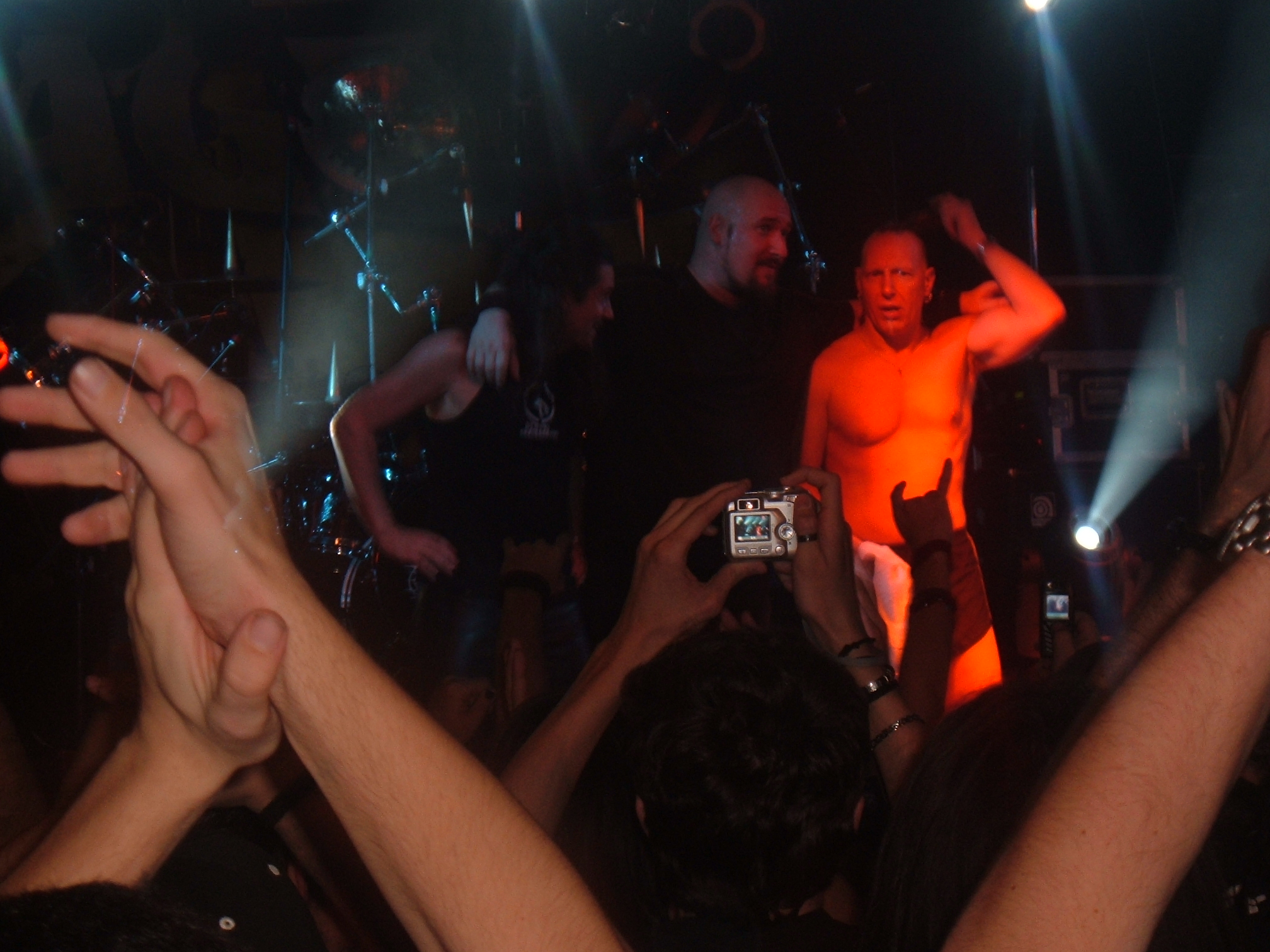
Terrana als Bandmitglied von Rage (2006)

(1999–2006)

### Axel Rudi Pell
(1999–2012)

### Masterplan
- MKII (2007)
- Time to be King (2010)

### Artension
- Sacred Pathways (2001)
- New Discovery (2002)
- Future World (2004)

### Tony Hernando
- The Shades of Truth (2002)
- III (2005)
- VII (2008)

### Tarja
- What Lies Beneath (2010)
- Colours In The Dark (2013)
- Beauty & The Beat (2014)

### Kiko Loureiro
- No Gravity (2005)
- Fullblast (2009)

### Ferdy Doernberg
- Storytellers Rain (2001)
- Till I run out of Road (2006)
- Travelling light (2009)

### Squealer
- Made for Eternity (2000)
- Under the Cross (2002)

### Sonstige
- Mit Hanover Fist: Hungry Eyes (1985)
- Mit Kuni: Kuni (1988)
- Mit Beau Nasty: Dirty but Well Dressed (1989)
- Mit John West: Mind Journey (1997)
- Mit Stuart Smith: Heaven & Earth (1998)
- Mit  Metalium: Millennium Metal – Chapter One (1999)
- Mit Roland Grapow: Kaleidoscope (1999)
- Mit Driven: Self Inflicted (2001)
- Mit Taboo Voodoo: Somethin’s Cookin (2003)
- Mit Travy G: Deviating from the Set List (2003)
- Mit Zillion: Zillion (2004)
- Mit Damir Simic: Demomstratus (2004)
- Mit Not Fragile: Time to Wonder (2005)
- Mit The Dogma: Black Roses (2006)
- Mit Emir Hot: Sevdah Metal (2007)
- Mit Empire: Chasing Shadows (2007)
- Mit Razorback: Deadringer (2007)
- Mit Jean Fontanile: Unknown Parameter Value (2008)
- Mit Youri Degroot: Perfect Life – mit Tony Levin am Bass (2008)
- Mit Downhell: A Relative Coexistence (2008)
- Mit Theodore Ziras: Superhuman (2008)
- Mit Savage Circus: Of Doom and Death (2009)

## Filmografie

### Solo
- Rhythm Beast Performance DVD (2007)
- Double Bass Mechanics DVD (1996)
- Beginning Rock Drums DVD (1995)

### Axel Rudi Pell
- Axel Rudi Pell Knight Treasures DVD (2002)
- Live over Europe DVD (2008)
- One Night Live DVD (2009) Mitschnitt des Auftritts beim Rock-of-Ages in Rottenburg
- Circle of the Oath Tour 2012 – Live on Fire DVD

### Rage
- From the Cradle to the Stage Live DVD (2004)
- Full Moon in St. Petersburg Live DVD (2007)

### Tony MacAlpine
- Starlicks Master Session VHS (1992)
- Live in L. A. DVD (1997)

### Weitere
- Mit Yngwie Malmsteen: Live at Budokan DVD (1994)
- Mit Tony Hernando: Tony Hernando THIII Live DVD (2006)
- Mit Tarja: Act 1 Live in Rosario DVD (2012)